# Seznam hráčů NHL s 500 a více góly
Seznam hráčů NHL s 500 a více góly uvádí všechny hráče v historii NHL, kteří během své kariéry vstřelili nejméně 500 branek v základní části soutěže. Hráči jsou uvedeni v chronologickém přehledu podle data, kdy tuto hranici dosáhli. Nejblíže k této metě z aktivních hráčů je John Tavares se 494 góla (stav k 20. dubnu 2025). 
| #  | Hráč              | Klub                | Utkání č. | Datum              | Překonaný brankář    | Utkání celkem | Góly celkem |
| -- | ----------------- | ------------------- | --------- | ------------------ | -------------------- | ------------- | ----------- |
| 1  | Maurice Richard   | Montreal Canadiens  | 863       | 19. října 1957     | Glenn Hall           | 978           | 544         |
| 2  | Gordie Howe       | Detroit Red Wings   | 1045      | 14. března 1962    | Gump Worsley         | 1767          | 801         |
| 3  | Bobby Hull        | Chicago Blackhawks  | 861       | 21. února 1970     | Ed Giacomin          | 1063          | 610         |
| 4  | Jean Béliveau     | Montreal Canadiens  | 1101      | 11. února 1971     | Gilles Gilbert       | 1125          | 507         |
| 5  | Frank Mahovlich   | Montreal Canadiens  | 1105      | 21. března 1973    | Dunc Wilson          | 1181          | 533         |
| 6  | Phil Esposito     | Boston Bruins       | 803       | 22. prosince 1974  | Jim Rutherford       | 1282          | 717         |
| 7  | Johnny Bucyk      | Boston Bruins       | 1370      | 30. října 1975     | Yves Bélanger        | 1540          | 556         |
| 8  | Stan Mikita       | Chicago Blackhawks  | 1221      | 27. února 1977     | Cesare Maniago       | 1394          | 541         |
| 9  | Marcel Dionne     | Los Angeles Kings   | 887       | 14. prosince 1982  | Al Jensen            | 1348          | 731         |
| 10 | Guy Lafleur       | Montreal Canadiens  | 896       | 20. prosince 1983  | Glenn Resch          | 1126          | 560         |
| 11 | Mike Bossy        | New York Islanders  | 647       | 3. ledna 1986      | (prázdná brána)      | 752           | 573         |
| 12 | Gilbert Perreault | Buffalo Sabres      | 1159      | 9. března 1986     | Alain Chevrier       | 1191          | 512         |
| 13 | Wayne Gretzky     | Edmonton Oilers     | 575       | 22. listopadu 1986 | (prázdná brána)      | 1487          | 894         |
| 14 | Lanny McDonald    | Calgary Flames      | 1107      | 21. března 1989    | Mark Fitzpatrick     | 1111          | 500         |
| 15 | Bryan Trottier    | New York Islanders  | 1104      | 13. února 1990     | Rick Wamsley         | 1279          | 524         |
| 16 | Mike Gartner      | New York Rangers    | 936       | 14. října 1991     | Mike Liut            | 1432          | 708         |
| 17 | Michel Goulet     | Chicago Blackhawks  | 951       | 16. února 1992     | Jeff Reese           | 1089          | 548         |
| 18 | Jari Kurri        | Los Angeles Kings   | 833       | 17. října 1992     | (prázdná brána)      | 1251          | 601         |
| 19 | Dino Ciccarelli   | Detroit Red Wings   | 946       | 8. ledna 1994      | Kelly Hrudey         | 1232          | 608         |
| 20 | Mario Lemieux     | Pittsburgh Penguins | 605       | 26. října 1995     | Tommy Söderström     | 915           | 690         |
| 21 | Mark Messier      | New York Rangers    | 1141      | 6. listopadu 1995  | Rick Tabaracci       | 1756          | 694         |
| 22 | Steve Yzerman     | Detroit Red Wings   | 906       | 17. ledna 1996     | Patrick Roy          | 1514          | 692         |
| 23 | Dale Hawerchuk    | St. Louis Blues     | 1103      | 31. ledna 1996     | Felix Potvin         | 1188          | 518         |
| 24 | Brett Hull        | St. Louis Blues     | 693       | 22. prosince 1996  | Stéphane Fiset       | 1269          | 741         |
| 25 | Joe Mullen        | Pittsburgh Penguins | 1052      | 14. března 1997    | Patrick Roy          | 1062          | 502         |
| 26 | Dave Andreychuk   | New Jersey Devils   | 1070      | 15. března 1997    | Bill Ranford         | 1639          | 640         |
| 27 | Luc Robitaille    | Los Angeles Kings   | 928       | 7. ledna 1999      | Dwayne Roloson       | 1431          | 668         |
| 28 | Pat Verbeek       | Detroit Red Wings   | 1285      | 22. března 2000    | Fred Brathwaite      | 1424          | 522         |
| 29 | Ron Francis       | Carolina Hurricanes | 1533      | 2. ledna 2002      | Byron Dafoe          | 1731          | 549         |
| 30 | Brendan Shanahan  | Detroit Red Wings   | 1100      | 23. března 2002    | Patrick Roy          | 1524          | 656         |
| 31 | Joe Sakic         | Colorado Avalanche  | 1044      | 11. prosince 2002  | Dan Cloutier         | 1378          | 625         |
| 32 | Joe Nieuwendyk    | New Jersey Devils   | 1094      | 17. ledna 2003     | Kevin Weekes         | 1242          | 559         |
| 33 | Jaromír Jágr      | Washington Capitals | 928       | 4. února 2003      | John Grahame         | 1733          | 766         |
| 34 | Pierre Turgeon    | Colorado Avalanche  | 1229      | 8. listopadu 2005  | Vesa Toskala         | 1294          | 515         |
| 35 | Mats Sundin       | Toronto Maple Leafs | 1162      | 14. října 2006     | Miikka Kiprusoff     | 1346          | 564         |
| 36 | Teemu Selänne     | Anaheim Ducks       | 982       | 26. listopadu 2006 | José Théodore        | 1451          | 684         |
| 37 | Peter Bondra      | Chicago Blackhawks  | 1050      | 22. prosince 2006  | Jean-Sébastien Aubin | 1081          | 503         |
| 38 | Mark Recchi       | Pittsburgh Penguins | 1303      | 26. ledna 2007     | Marty Turco          | 1652          | 577         |
| 39 | Mike Modano       | Dallas Stars        | 1225      | 13. března 2007    | Antero Niittymäki    | 1499          | 561         |
| 40 | Jeremy Roenick    | San Jose Sharks     | 1267      | 10. listopadu 2007 | Alex Auld            | 1363          | 513         |
| 41 | Keith Tkachuk     | St. Louis Blues     | 1055      | 6. dubna 2008      | (prázdná brána)      | 1201          | 538         |
| 42 | Jarome Iginla     | Calgary Flames      | 1149      | 7. ledna 2012      | Niklas Bäckström     | 1554          | 625         |
| 43 | Alexandr Ovečkin  | Washington Capitals | 801       | 10. ledna 2016     | Andrew Hammond       | 1491          | 897         |
| 44 | Marián Hossa      | Chicago Blackhawks  | 1240      | 18. října 2016     | Michal Neuvirth      | 1309          | 525         |
| 45 | Patrick Marleau   | Toronto Maple Leafs | 1463      | 2. února 2017      | Ryan Miller          | 1779          | 566         |
| 46 | Sidney Crosby     | Pittsburgh Penguins | 1077      | 15. února 2022     | Carter Hart          | 1352          | 625         |
| 47 | Steven Stamkos    | Tampa Bay Lightning | 965       | 18. ledna 2023     | Spencer Martin       | 1164          | 582         |
| 48 | Jevgenij Malkin   | Pittsburgh Penguins | 1150      | 16. října 2024     | Ukko-Pekka Luukkonen | 1213          | 514         |

Vysvětlivky 

Klub - tým, ve kterém hráč vstřelil svůj pětistý gól 

Č. utkání - pořadové číslo utkání (v kariéře), ve kterém hráč tento gól vstřelil

Datum - den, kdy hráč pětistý gól vstřelil 

Překonaný brankář - brankář, který byl tímto gólem překonán 

Utkání celkem - počet utkání v celé kariéře hráče 

Góly celkem - počet gólů vstřelených za celou kariéru 

|  |  |  |  | Hráči stále aktivní v NHL | Hráči stále aktivní v NHL | Hráči stále aktivní v NHL | Hráči stále aktivní v NHL | Hráči stále aktivní v NHL |  | Hráči aktivní v jiných soutěžích | Hráči aktivní v jiných soutěžích | Hráči aktivní v jiných soutěžích | Hráči aktivní v jiných soutěžích | Hráči aktivní v jiných soutěžích |
|  |  |  |  | ------------------------- | ------------------------- | ------------------------- | ------------------------- | ------------------------- |  | -------------------------------- | -------------------------------- | -------------------------------- | -------------------------------- | -------------------------------- |